# Kelvin Kiptum
Kelvin Kiptum Cheruiyot, född 2 december 1999 i Chepsamo nära Eldoret i Rift Valley-provinsen, död 11 februari 2024 i Kaptagat i Rift Valley-provinsen, var en kenyansk långdistanslöpare. Han vann under sin karriär både London Marathon och Chicago Marathon. Den 8 oktober 2023 slog Kiptum världsrekord i Chicagos maraton på tiden 2 timmar och 35 sekunder. Världsrekordet ratificerades av det internationella friidrottsförbundet, World Athletics, en vecka innan hans död.
Kiptum omkom i en trafikolycka den 11 februari 2024 på väg mellan Kaptagat och Eldoret i Kenya. I olyckan dog även hans tränare Gervais Hakizimana.